# Linea Oleksiïvs'ka
La linea Oleksiïvs'ka (in ucraino Олексіївська лінія ?, Oleksiïvs'ka linija, in russo Алексеевская линия?, Alekseevskaja linija) o linea 3 è una linea della metropolitana di Charkiv, che venne inaugurata nel 1995. L'ultima estensione, fino al capolinea di Peremoha risale al 19 agosto 2016.

## Stazioni
| Nome in ucraino                              | Nome in russo                                |
| -------------------------------------------- | -------------------------------------------- |
| Peremoha (Перемога)                          | Pobeda (Победа)                              |
| Oleksiïvs'ka (Олексіївська)                  | Alekseevskaja (Алексеевская)                 |
| 23 Serpnja (23 Серпня)                       | 23 Avgusta (23 Августа)                      |
| Botaničnyj sad (Ботанічний сад)              | Botaničeskij sad (Ботанический сад)          |
| Naukova (Наукова)                            | Naučnaja (Научная)                           |
| Deržprom (Держпром)                          | Gosprom (Госпром)                            |
| Architektora Beketova (Архітектора Бекетова) | Architektora Beketova (Архитектора Бекетова) |
| Zachysnykiv Ukraïny (Захисників України)     | Zašitnikov Ukrainy (Защитников Украины)      |
| Metrobudivnykiv (Метробудівників)            | Metrostroitelej (Метростроителей)            |